# روبرت إي. فاريس
روبرت إي. فاريس (بالإنجليزية: Robert E. Farris)‏ هو موظف مدني وشخصية أعمال أمريكي، ولد في 7 مارس 1928، وتوفي في 27 نوفمبر 2013.